# Car-PC
Als Car-PC oder Carputer wird ein PC bezeichnet, der fest in einem PKW oder LKW eingebaut ist, meist mit einem Touchscreen zur bequemen Steuerung.

## Merkmale
Üblicherweise werden aufgrund des geringeren Stromverbrauchs und der extremen Bedingungen in einem Fahrzeug (Erschütterungen, Hitze, Kälte) Komponenten eingesetzt, die für Notebooks gedacht sind. Häufig werden Car-PCs in sehr kleine Gehäuse verbaut, so dass sie unter einen Sitz oder in ein Handschuhfach passen, oder sie werden in der Ersatzradmulde oder im Kofferraum eingebaut.
Um die Steuerung über den Touchscreen zu vereinfachen, wird häufig eine spezielle Software verwendet, mit deren Hilfe die einzelnen Funktionen angesteuert werden können. Auch die Steuerung von Relais wird hierdurch ermöglicht. So kann z. B. das Fenster oder die Heizung über den PC angesteuert werden. Auch das Auslesen von Motordaten ist möglich, um sich etwa die aktuelle Geschwindigkeit und die Drehzahl auf dem PC anzeigen zu lassen.

## Geschichte
Die ersten Car-PC wurden ab 2004 von verschiedenen Enthusiasten anfangs unabhängig voneinander, ab 2005 dann mehr oder weniger gemeinsam „open source“ entwickelt. Sie wurden anfangs noch aus Platzgründen in den Ersatzradmulden im Kofferraum verbaut. Ziel war es die Möglichkeiten von Personal Computern im Auto zu nutzen. So wurde es möglich im Auto über einen Rechner Multimedia auf Monitoren und über CarHiFi-Anlagen abzuspielen, im Internet zu surfen, umfangreiche Navigationssoftware zu nutzen, die Beleuchtung anzusteuern und sogar die Bordelektronik des Fahrzeugs zu überwachen bzw. anzusteuern. Mit den ersten Leistungsfähigen mini-ITX Mainboards wie dem VIA Epia M2 12000 sowie wesentlich kleineren Netzteilen wie dem M2 Netzteil, 2,5 HDD Festplatten und DVD-Slim Laufwerken wurde es möglich Car-PC auch im doppel DIN Schacht eines PKW zu verbauen.

## Aufbau eines Multimedia-Car-PCs
Ein Car-PC ist ein gewöhnlicher Computer, der in ein Auto eingebaut wurde, häufig basierend auf den kleinen ITX-Mainboards, teilweise mit spezialisierten Prozessoren wie dem VIA C3. Weiterhin werden auch Barebones von Notebooks, eine ITX-Variante für Intel Pentium M oder normale ATX-Computer eingesetzt.
Bildausgabe und Eingabe erfolgen meist über einen kleinen Touchscreen, oder auch über einen TFT-Bildschirm und eine Maus. Käufliche 7"-Touchscreenmonitore haben meist einen Standfuß, mit dem sie sich leicht befestigen lassen. Für höhere Ansprüche werden individuelle Konsolen hergestellt, die direkt auf das entsprechende Auto zugeschnitten sind. Es bietet sich an, den Monitor in die Mittelkonsole des Fahrzeuges zu verbauen. Viele neuere Fahrzeuge besitzen bereits ein Navigations-Display, ein integriertes Display im Combi-Instrument oder im Armaturenbrett. Diese meist schon recht hochauflösenden Original-Fahrzeug-Displays bieten sich für die Bildausgabe des Car-PC an.
Die Datenspeicherung wird oft von einer Notebookfestplatte übernommen, neuere Modelle sind flüssigkeitsgelagert und sehr stoßbeständig, was vor allem bei Fahrzeugen mit Sport- oder Gewindefahrwerken sehr wichtig ist, da diese sehr hart federn und es sonst zu Schreib- oder Lesefehlern bis hin zum kompletten Ausfall der Festplatte kommen kann. Zum zusätzlichen Schutz wird die Festplatte in ein U-Profil mit einer speziellen Gummibandkonstruktion aufgehängt. Auf die gleiche Weise wird ein Laptop-CD/DVD-Slot-In-Laufwerk verwendet.

## Stromversorgung
In einem Fahrzeug herrscht keine gleichmäßige Gleich- oder Wechselspannung, beim Motorstart sinkt z. B. die gesamte Bordspannung aufgrund der hohen Stromaufnahme des Anlassers auf unter 10 V ab. Es wird also ein spezielles Netzteil benötigt, um reibungslosen Betrieb zu gewährleisten. Der PC wird erst einige Sekunden nach Einschalten der Zündung hochgefahren. Diese Wartezeit dient zur Sicherung von genügend Energie für den Motorstart. Schaltet man die Zündung wieder aus, wird der PC nach einer Zeitspanne von wenigen Sekunden bis mehreren Stunden heruntergefahren. Weiter wird jedoch eine Betriebsspannung von 5 V aufrechterhalten, die abgeschaltet wird wenn der PC komplett ausgeschaltet ist, um Probleme mit der Batterie zu vermeiden, die durch die Stromaufnahme des PCs auch im abgeschalteten Zustand entstehen könnten.

## Eingabegeräte
Da Tastatureingaben nur schwerfällig per Touchscreen-Bildschirmtastatur möglich sind, sollte eine Tastatur verbaut werden. Hier eignen sich beispielsweise solche im Laptopformat für Serveradministrationen. Auch Spracherkennung ist eine Möglichkeit zur Steuerung.
Bei Autos mit Multifunktionslenkrad kann dieses leicht über eine Relaiskarte mit dem PC verbunden werden. Mit dieser lassen sich Aktionen für den jeweiligen Stromkreis definieren, wie z. B. das Verändern der Musiklautstärke. Anstelle eines Multifunktionslenkrades lässt sich auch eine Lenkradfernbedienung nachrüsten, die Infrarotsignale aussendet, die wiederum mit dem passenden Empfänger verarbeitet werden können.

## Audiosystem
Die meisten Mainboards verfügen über eine integrierte Soundkarte die als Basis für eine Hifi-Anlage ausreicht. Zusätzliche Soundkarten ermöglichen jedoch eine bessere Klangqualität oder 7.1-Kanalabmischung und bieten teilweise Cinch-Ausgänge für geringere Qualitätsverluste. Um die Lautsprecher mit dem Audiosignal der Soundkarte anzusteuern, wird ein zusätzlicher Verstärker benötigt, bzw. ein Radio oder auch „Headunit“ genannt, mit AUX-Eingang.

## Nützliche Erweiterungen
Zum Anschließen von genügend Erweiterungen ist ein aktiver USB-Hub sinnvoll, da ein passiver die Spannung über das PC-Netzteil und nicht direkt von der Autobatterie bezieht und daher unter Umständen nicht genügend Strom liefern kann.
Eine GPS-Maus ermittelt die Position des Fahrzeuges per GPS. Sie ist das Herzstück eines Navigationssystems.
Viele neuere Handys verfügen über einen Bluetooth-Anschluss, und mit einem Bluetooth-USB-Adapter kann ein solches mit dem PC vernetzt werden. Mit spezieller Software ist es z. B. möglich, bei ankommenden Anrufen die Musik automatisch leiser zu stellen und über ein Mikrofon zu telefonieren. Außerdem kann man per Spracherkennung SMS verschicken oder sich ankommende SMS vorlesen lassen.
Mit einem UMTS- oder auch einem schmalbandigeren GSM-Handy, das mit dem Car-PC verbunden wird, wird ein drahtloser Internetzugang ermöglicht.
Eine Webcam kann als Rückfahrkamera benutzt werden, die dem Fahrer über den Monitor den Blick nach hinten erlaubt. Neuere Kameras besitzen sogar Infrarotsensoren und können Nachtsichtaufnahmen machen. Damit kann man diese Einparkhilfe auch nachts nutzen.
Mit sogenannten Relaiskarten können Schaltungen vom PC gesteuert werden. Mit dieser Funktion kann die Bordelektronik ferngesteuert werden, wie z. B. die elektrischen Fensterheber oder die Klimaanlage. Die Relaiskarte kann auch Signale aufnehmen um z. B. auf Taster im Fahrzeug oder unterbrochene Stromkreise, wie sie bei defekten Glühlampen der Fall sind, zu reagieren. Eine spezielle Schnittstelle namens OBD-2 ermöglicht den Zugriff auf die Motorsteuereinheit des Fahrzeuges. So ist es möglich, während der Fahrt Diagnoseoperationen (z. B. Temperaturüberwachung, Kraftstoffverbrauch oder Leistungsprüfung) durchzuführen. Außerdem lassen sich über diese Schnittstelle verborgene Funktionen des Fahrzeuges aktivieren (z. B. das Mitleuchten der Frontblinker wie in einem US-Fahrzeug) oder die Einspritzkennfelder anpassen wie es z. B. beim Chiptuning betrieben wird. Zudem erspart das eigenständige Auslesen des Fehlerspeichers unter Umständen unnötige Werkstattbesuche.
Über LAN, WLAN oder einen USB-Stick können Daten einfach vom Heim-PC auf den Car-PC und umgekehrt transferiert werden.

## Touchscreen-freundliche Umgebungen
Da ein Touchscreen nur grobe Eingaben ermöglicht, ist eine spezielle Oberfläche hilfreich, die zudem meist alle wichtigen Funktionen bereits integriert hat, etwa einen Mediaplayer und häufig auch ein Navigationssystem. Vielfach lässt sich das Erscheinungsbild der Oberfläche an das eigene Auto anpassen, einige Programme verändern mit einer Tag-Nacht-Funktion ab einer bestimmten Uhrzeit Kontrast und Helligkeit.
Eine Übersicht der momentan aktuellen Oberflächen:
- Kostenlos/teilweise open source
  - iCT – In Car Terminal
  - MediaCar
  - CarFlash
  - MediaEngine
  - cPos – Car PC Operating System
  - Road Runner (nun bekannt unter dem Namen „Ride Runner“ um Konflikte mit eingetragenen Warenzeichen zu vermeiden)
- Kommerziell
  - C.E.S. 4 – Chameleon
  - Centrafuse
  - Streetdeck
  - artemis-obd 2.2 (Itunes App Wifi OBD2 für Apple iPad)

## Marktverbreitung
Bisher werden Car-PC nur als Zubehör – oft sogar als Bausatz – angeboten.
Eines der ersten Fahrzeuge mit serienmäßigem Car-PC ist die 2012 auf den Markt gekommene Elektro-Limousine Tesla Model S.

## Häufige Anwendungsgebiete
- Freisprechanlage: Telefon wird via Bluetooth mit dem PC verbunden
- GPS-Navigation
- Mediacenter: Musik (MP3, CD), Videos, Fernsehen (beispielsweise via DVB-T), Radio, Bilder
- Rückfahrkamera
- Fahrzeugdiagnose via OBD